# 좀비스
좀비스(The Zombies)는 1962년에 결성된 잉글랜드의 록 밴드이다. 이 밴드는 영국과 미국에서 1964년 〈She's Not There〉로 큰 성공을 거둔다. 향후 미국에서 발표한 1965년 〈Tell Her No〉, 1968년 〈Time of the Season〉도 성공했다. 이들의 1968년 음반 《Odessey and Oracle》은 《롤링 스톤》지 선정 역사상 가장 위대한 음반 500장에서 100위에 올랐다.

## 역사

### 1961–1964

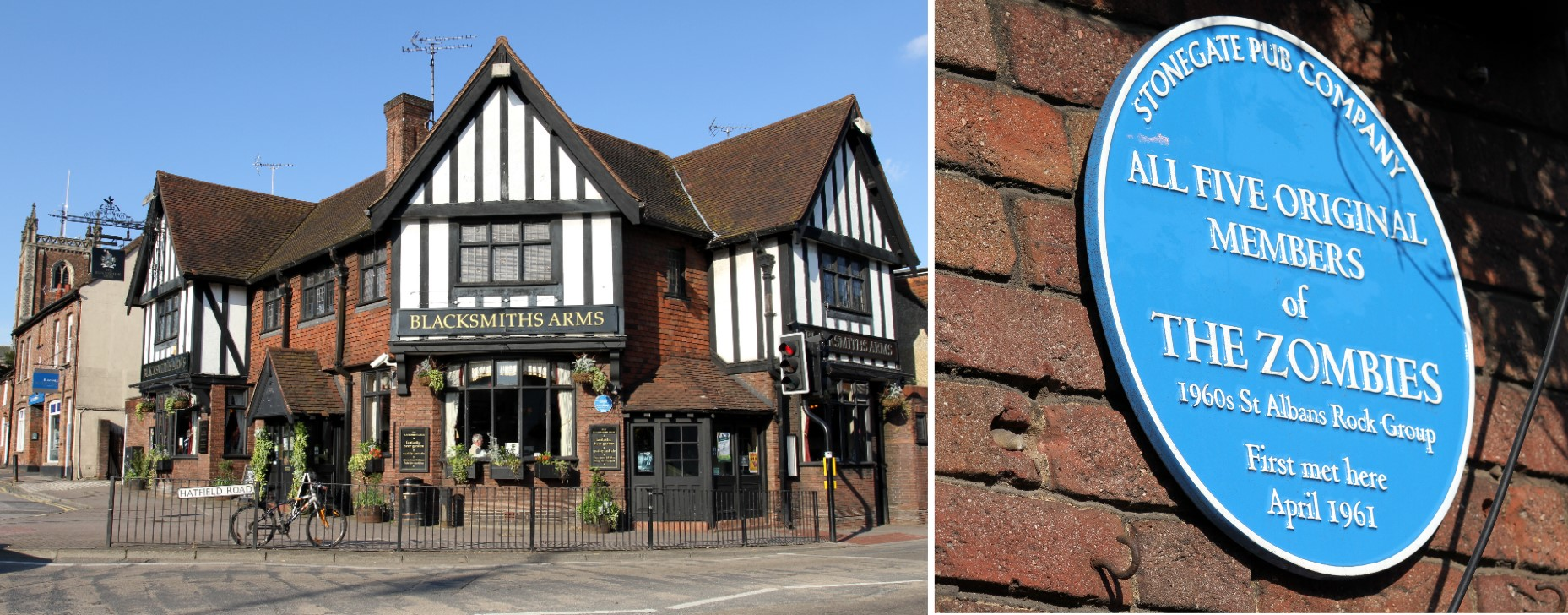
좀비스가 처음 모인 세인트올번스의 더 블랙스미스 암스 퍼블릭 하우스

밴드의 구성원 중 로드 아전트, 폴 앳킨슨, 휴 그런디는 1961년 영국 하트퍼드셔 세인트올번스에서 함께 잼을 가지던 중 뭉쳤다. 아전트는 자신의 종형 짐 로드퍼드에게 베이스 주자로 들어올 것을 종유했다. 로드퍼드는 당시 지역 밴드 더 블루톤스(the Bluetones)로 성공하던 참이라 거절했지만, 아전트를 도와주기로 했다. (로드퍼드는 이후 2004년 재결성 때 합류한다.) 콜린 블런스톤과 폴 아놀드는 이 셋과 1961년 4월, 5인조 밴드를 학교에서 결성한다.
아전트의 말에 의하면, 앳킨스와 그런디는 성 앨번스 학교에, 블런스톤과 아놀드는 성 앨번스 보이스 그래머 스쿨(이후 배룰럼 스쿨로 개명)에 재학 중이었다. 하지만 블런스톤과 그런디는 하트퍼트셔로 와서 성 에델드레다 교회 합창단에서 노래를 부른다. 아전트는 성 앨번스 대성당의 소년 성가대원이었다. 이들은 햇필드 거리에 위치한 파이오니어 클럽에서 지역 밴드 더 블루톤즈의 장비를 빌려 첫 리허설을 가지고, 이후 블랙 스미스 암스 펍에서 뭉쳤다. 같은 때 올드 베룰레미언스 럭비 클럽에서 연주하며 명성을 쌓아갔다.
그들은 더 무스탱스로 이름을 정했지만, 이내 다른 그룹이 이 이름을 사용하고 있다는 사실을 알게 된다. 그리고 블런스톤은 아놀드가 더 좀비스라는 이름을 생각해 냈다고 말했다.